# Mochizalco

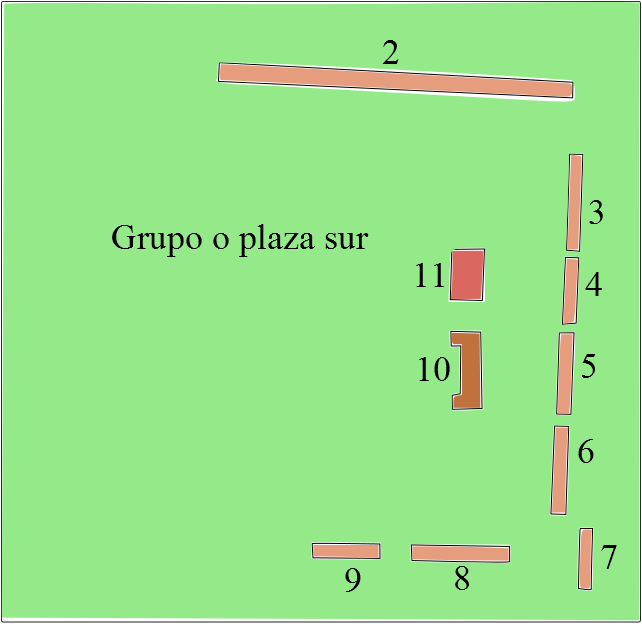
Grupo o plaza sur del sitio arqueológico El Güisnay, qué serían las ruinas de Mochizalco

Mochizalco, también conocido como Mopizalco o Mopicalco, es una población extinta que estaba ubicada en la actual costa salvadoreña, específicamente en el sur del departamento de Ahuachapán; y que fue la primera que encontró el conquistador Pedro de Alvarado al entrar al actual territorio salvadoreño el 6 de junio de 1524.
Antes de la conquista, formaba parte del Señorío de Cuscatlán; estaría poblada tanto por pipiles como por xincas; y se encontraba en un área dominada directamente por Izalco, dentro del mismo señorío antedicho, que después de la conquista le fue quitada a los fundadores de San Salvador y repartida por los pobladores de Guatemala, recibiendo el nombre de provincia de los Izalcos. Está provincia luego se constituiría como alcaldía mayor, primero con cabecera en Acajutla y después en Sonsonate, de la que está población haría parte hasta su extinción a principios del siglo XVII.
Se considera que tal lugar se encontraría ubicado en el sitio arqueológico El Güisnay, ubicado cerca del sitio de Cara Sucia (en el municipio de San Francisco Menéndez), ya que cuenta con rasgos arquitectónicos y cerámicos del período posclásico tardío, período qué culminaría con la conquista española. Además de que dicho asentamiento se encuentra en el litoral salvadoreño a pocos kilómetros del Rio Paz o "Paxaco " como se le conoce en los escritos españoles.

## Historia
Mochizalco sería fundada en el posclásico tardío, estando poblada tanto por pipiles como por xincas; y era uno de los altepétl del tlahtocayotl de Izcalco o Izalco (actuales Izalco y Caluco), él cual para el tiempo anterior de la conquista se encontraba completamente bajo la hegemonía de la ciudad de Cuzcatlán (hoy Antiguo Cuscatlán) y por ende formando parte del Señorío de Cuscatlán. Asimismo, Mochizalco y sus alrededores tenían fuertes vínculos con la costa pacífica de Guatemala, ya que allí se han encontrado varios grupos cerámicos de esa zona.
El 6 de junio de 1524, el conquistador Pedro de Alvarado cruzaría el río Paz y llegaría a este poblado. Según su segunda carta de relación a Hernan Cortés, lo encontró despoblado y prosiguió su camino (Acatepeque-Acaxual-Tacuzcalco-Miahuatlán-Atehuan-Cuzctlán, para luego retornar a Guatemala); sin embargo, su juicio de residencia refiere que los indígenas del lugar los recibieron y que debido qué Alvarado y su ejército los comenzaban herrar y esclavizar, los indígenas de la localidad abandonaron la población.
Sería completamente conquistado, junto con todas las demás poblaciones del Señorío de Cuzcatlán, en 1528 por la expedición liderada por Diego de Alvarado qué establecería por segunda ocasión la villa de San Salvador; y por ende pasaría a formar parte de la Provincia de Salvador. Pero poco tiempo después, el teniente gobernador de Guatemala Jorge de Alvarado les quitaría a los residentes de San Salvador los pueblos qué habían estado administrados directamente por Izalco (incluyendo Mochizalco) y los repartiría entre los residentes de Santiago de los Caballeros de Guatemala, debido al intenso cultivo de cacao de esa área.
Para 1549, según la tasación de tributos del presidente de la Real Audiencia de los Confines de Guatemala Alonso de Cerrato, estaba encomendado en Isabel Godínez (esposa de Bartolomé Reynoso, mayordomo de la iglesia de Santiago de los Caballeros de Guatemala en 1529) y tenía por tributo 150 xiquipiles de cacao (siendo un xiquipil es igual a 8000 granos) y seis cargas de sal (de cuatro celemines cada una); no se menciona el número de habitantes, pero no debía de ser tan alto considerando la cantidad de tributo de cacao.
Para inicios de la época colonial, formaba parte de la provincia de los Izalcos qué sería administrada por el alcalde mayor del puerto de Acajutla, qué después movería su sede a Sonsonate, pasándose a denominar todo ese territorio como Alcaldía mayor de Sonsonate.
En 1610 era encomienda de María de Porras y Alvarado, viuda de Luis Aceituno de Guzmán (escribano primo de Diego de Guzmán, encomendero de Tecpán Izalco, hoy Izalco); y probablemente se extinguiría poco tiempo después.

## Estructuras
Esta población estaría situada donde hoy es el sitio arqueológico de El Güisnay, el cual era el sitio más grande en la zona de San Francisco Menéndez para el posclásico tardío, y cuyo contexto cultural es conocido como fase Azacualpa.
El Güisnay posee dos grupos de estructuras separados por 400 metros; y entre ellos y un montículo aislado, hay numerosas plataformas pequeñas, con unas medidas de alrededor de 2.5 x 3.5 metros y una altura de menos de 0.5 metros.
Los dos grupos poseen una disposición y orientación similar, y cada uno de ellos habría sido sede de su propio calpulli. Están constituidos por una amplia plaza delimitada por varias plataformas largas y estrechas; y en el centro de cada plaza se encuentra una estructura más o menos cuadrada junto con una plataforma baja.
Encima de las plataformas largas se ha encontrado restos de bahereque quemado y alineamientos de piedra, qué habrían sido parte de las construcciones de bahereque qué dichas plataformas sostenían. Asimismo, cerca de dichas plataformas se ha encontrado otros lineamientos de piedra (frente a esas plataformas en ambos grupos) y una roca qué porta un petrograbado sencillo de una cara humana.